# エドワード湖
エドワード湖（エドワードこ、英: Lake Edward）は、アフリカのコンゴ民主共和国とウガンダ共和国の国境に存在する湖。双方の国の国立公園の一部となっている。コンゴ側はヴィルンガ国立公園、ウガンダ側はクイーン・エリザベス国立公園。
過去には独裁者イディ・アミンの名にちなんでイディ・アミン湖、イディ・アミン・ダダ湖とも呼ばれた。アルバート湖とはセムリキ川で、ジョージ湖とはカジンガ運河でつながっている。深さは最大112m、総面積は約2150km2。
エドワード湖では漁業が盛んであるが、コンゴ民主共和国のヴィルンガ国立公園側ではカバが激減している為、それに伴う漁業への悪影響が心配されている。→ウィキニュース